# Hancock, Massachusetts

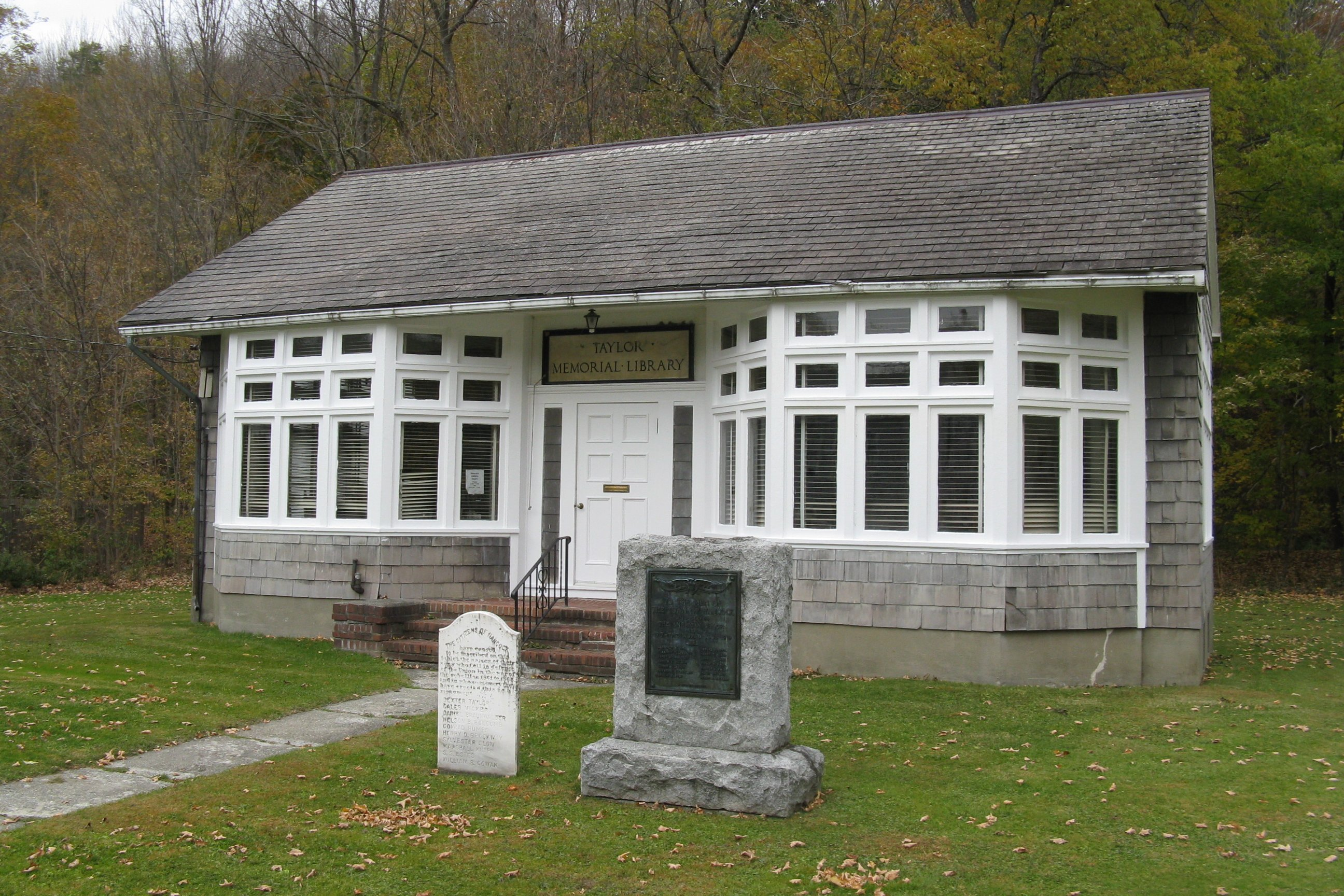

Hancock är en kommun (town) i Berkshire County i delstaten Massachusetts, USA med cirka 721 invånare (2000). Den har enligt United States Census Bureau en area på 92,6 km².